# Coregonus arenicolus
Coregonus arenicolus es una especie de pez de la familia Salmonidae en el orden de los Salmoniformes.

## Morfología
- Los machos pueden llegar alcanzar los 55 cm de longitud total.[2][3]

## Alimentación
Se nutre de invertebrados bentónicos (especialmente mejillones y caracoles).

## Distribución geográfica
Se encuentra en Europa: lago de Constanza (Suiza, Alemania y Austria).